# Taco
Un taco este un fel de mâncare mexicană care constă într-o tortilla din făină de porumb sau grâu, de mici dimensiuni, umplută cu ingrediente precum carne, legume, brânză și sosuri.

## Istoric
Taco este un preparat culinar originar din Mexic care datează din secolul al XVIII-lea. Potrivit unei teorii, termenul „taco” ar fi legat de mineritul de argint, unde minerii îl foloseau pentru a se referi la mici încărcături de praf de pușcă învelite în hârtie, pe care le utilizau pentru a excava minereuri. Primele referințe documentate despre taco apar la sfârșitul secolului al XIX-lea, iar unul dintre cele mai vechi tipuri menționate este „tacos de minero” (în traducere taco-ul minerului).
Pe parcursul industrializării Mexicului, „taqueriile” (localurile unde se serveau tacos) au devenit populare în cartierele muncitorești, oferind o varietate de preparate regionale aduse de migranți. Aceste localuri au avut un rol important în formarea unei bucătării tradiționale mexicane accesibilă tuturor claselor sociale.
Taco-ul a început să își facă apariția în Statele Unite în jurul anului 1905, odată cu sosirea migranților mexicani care lucrau în mine și pe căile ferate. La început, mâncarea mexicană era percepută drept un fel de mâncare stradală asociată cu vânzătoarele de chili din San Antonio, care erau cunoscute sub numele de „Chili Queens” (în traducere „reginele ardeilor iuți”). Aceste femei vindeau mâncare în timpul festivalurilor, atrăgând turiști care căutau o experiență exotică. Popularitatea taco-ului a crescut semnificativ în anii postbelici, când copiii migranților din primele decenii ale secolului al XX-lea au devenit mai înstăriți. Aceștia au adaptat rețetele tradiționale ingredientelor disponibile în Statele Unite, cum ar fi carnea de vită și brânza cheddar. Un moment important în comercializarea taco-ului a fost introducerea așa-zisei „scoici” de taco (în engleză taco shell), o tortilla prăjită în formă de U, care a permis servirea rapidă a taco-urilor. Deși Glen Bell, fondatorul Taco Bell, a popularizat acest concept în anii 1950, primele brevete de invenție pentru acestea au fost acordate unor restauratori mexicani în anii 1940.